# Palais de justice de Reims
Le  palais de justice  est le siège du tribunal situé à Reims, en France à la place de l'ancien hôtel-Dieu de Reims.

## Localisation
Le palais de justice se situe entre la place du Cardinal-Luçon et la place Myron-Herryck au centre-ville ; il est desservi par le tramway A et B ainsi que par les lignes de bus 1, 2, 3, 4, 5, 6, 8, 9, 16, 30, 40 et Citybus du réseau Grand Reims Mobilités.

## Fonctions
Il y a, à Reims, un conseil de Prud'hommes, un tribunal judiciaire (rassemblant les anciens tribunaux d'instance et de grande instance depuis le 1er janvier 2020) et une Cour d'appel. Ici se trouvent le tribunal judiciaire et le tribunal de commerce. C'est en 1839 que la justice consulaire commençait à être rendu dans le bâtiment qui remplaçait celui de l'hôtel-Dieu.

## Historique

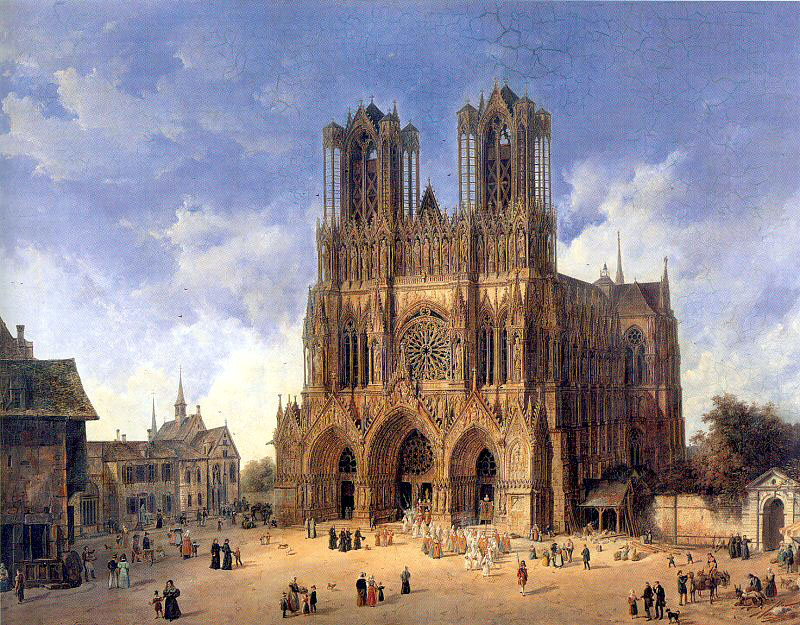
Sa façade sur la place par Domenico Quaglio le jeune.
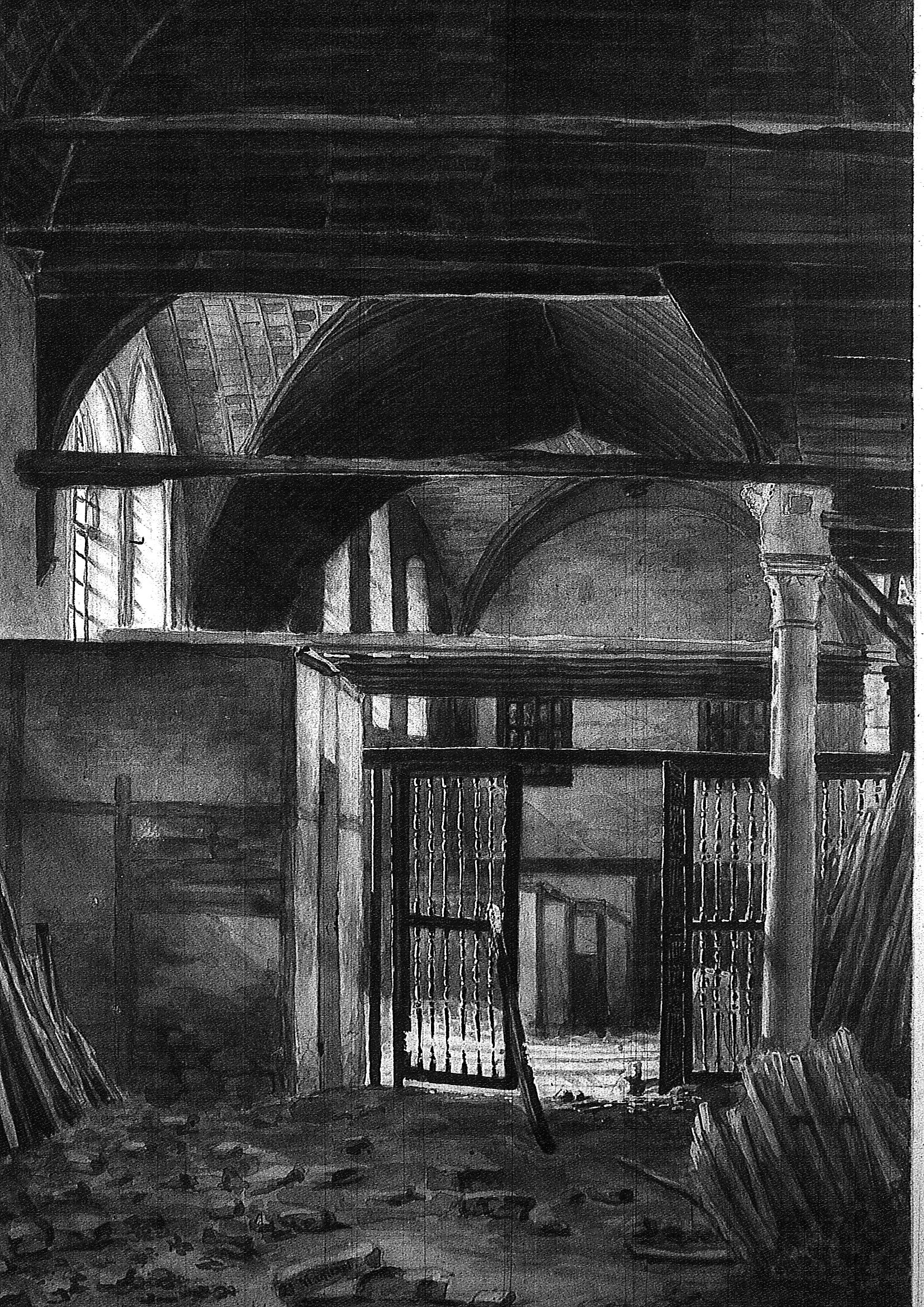
Une salle et
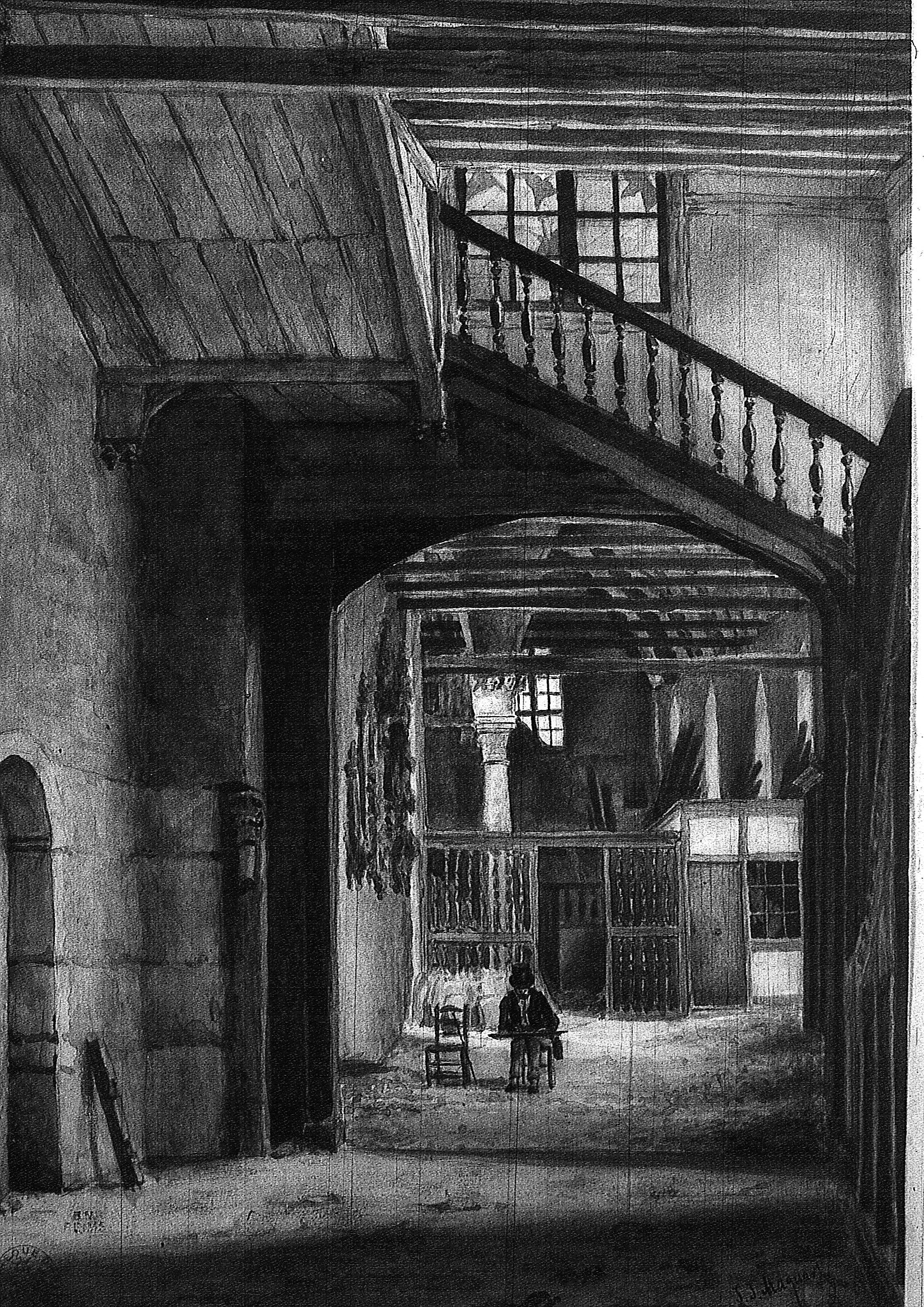
une autre au XIXe siècle,
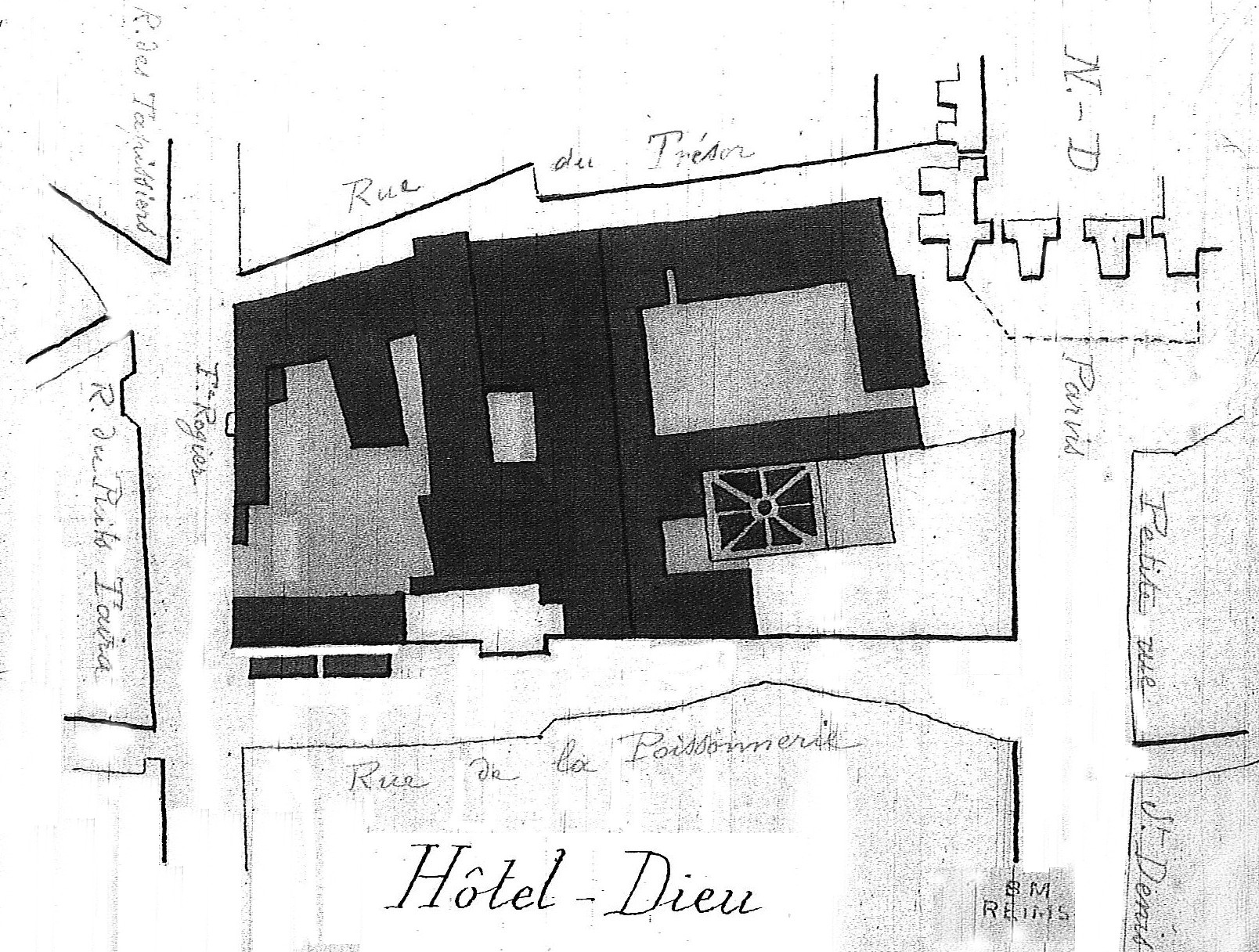
en plan, le nord à gauche la cathédrale en haut à droite,
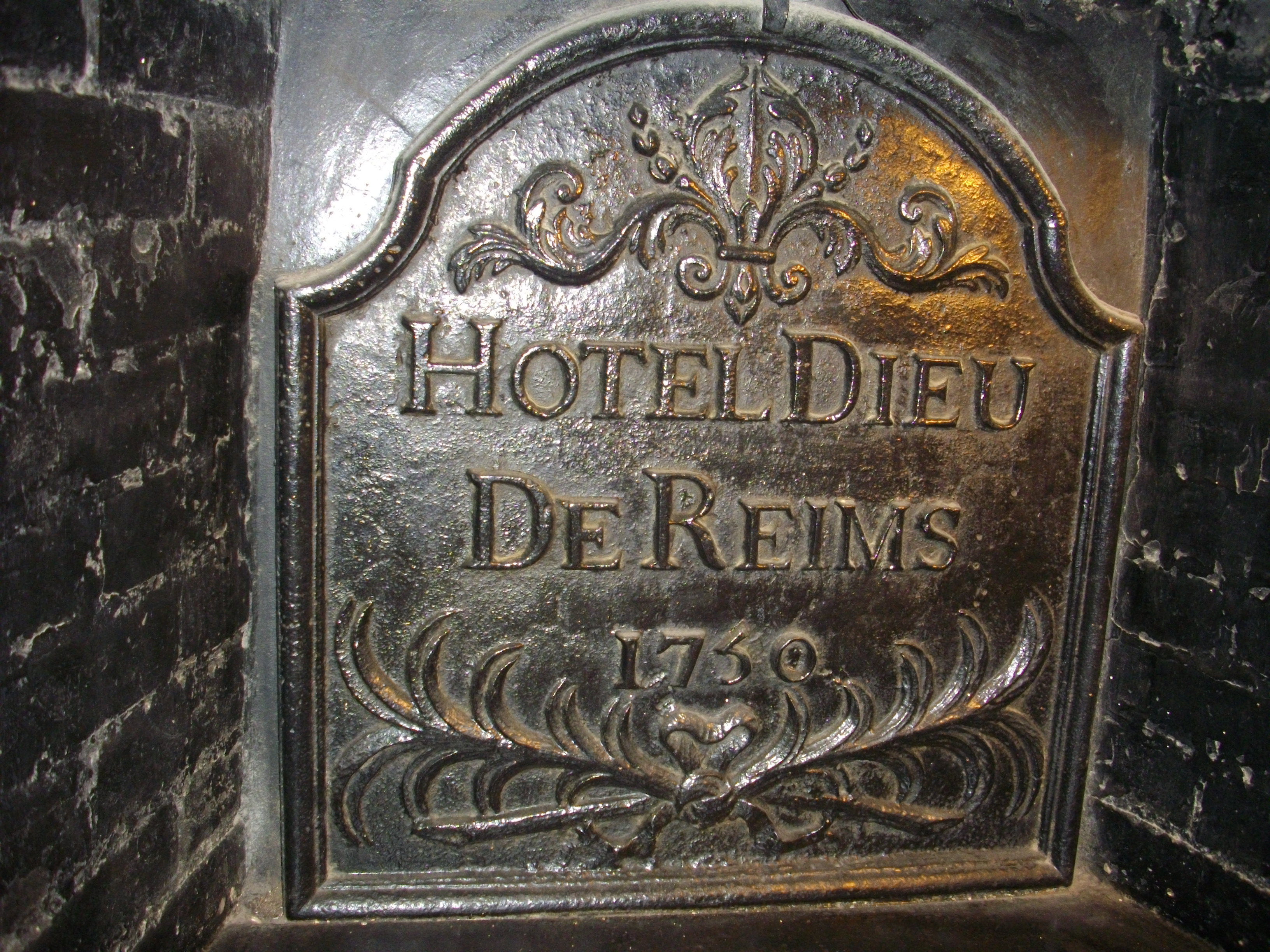
plaque de cheminée.

Avec la fondation de l'évêché au début du VIe siècle le besoin d'un bâtiment pour l'accueil des gens de passage, des indigents et des malades, un bâtiment pour les accueillir est ouvert. L'hôtel-Dieu est doté par de nombreux évêques de Reims, les deux grandes salles qui accueillaient les malades étaient attribuées à Hincmar. Le Chapitre cathédral le dirigeait et y déléguait des religieux et des religieuses. Il n'y eut ensuite que des religieuses de l'ordre de Saint-Augustin.
En 1374 il y avait deux quartiers :
- Quartier des hommes avec : sept salles, Saint-Jean (31 lits), Cosme (10 lits), Thomas (32 lits), Nicolas (11 lits), Augustin (22 lits), Remy (24 lits), Paul (18 lits) ;
- Quartier des femmes : six salles Sainte-Monique (21 lits), Elizabeth (30 lits), Balsamie (24 lits), Marguerite (20 lits), Catherine (24 lits), Félicité (11 lits). Plus une crèche pour les enfants abandonnés.

En 1750 le personnel se composait vingt-sept religieuses et deux ecclésiastiques, deux garde-chapelle et dix huit ouvriers et domestiques, vingt-cinq servantes accompagnés de deux médecins, un chirurgien, un receveur, un secrétaire, un commis, un clerc chantre et un organiste.
En 1789 les revenus de l'hôtel-Dieu étaient de 175 000 Livres. Il avait sa propre chapelle qui était dédiée à saint Nicolas. 
Au XIXe siècle, en mai 1810 deux postes d'externe puis deux d'interne sont ouverts au sein de l'établissement. Les salles de soins ne sont plus adaptées et l'hôtel-Dieu déplacé. L'Hôpital-général passe par l'Ancien collège des Jésuites puis dans l'abbaye Saint-Remi en 1826. L'institution possédait un important patrimoine mobilier, des tentures, peintures et autres se retrouvent dans les collections du musée local ou sont la propriété de l'hôpital actuel.

### Le classement du monument

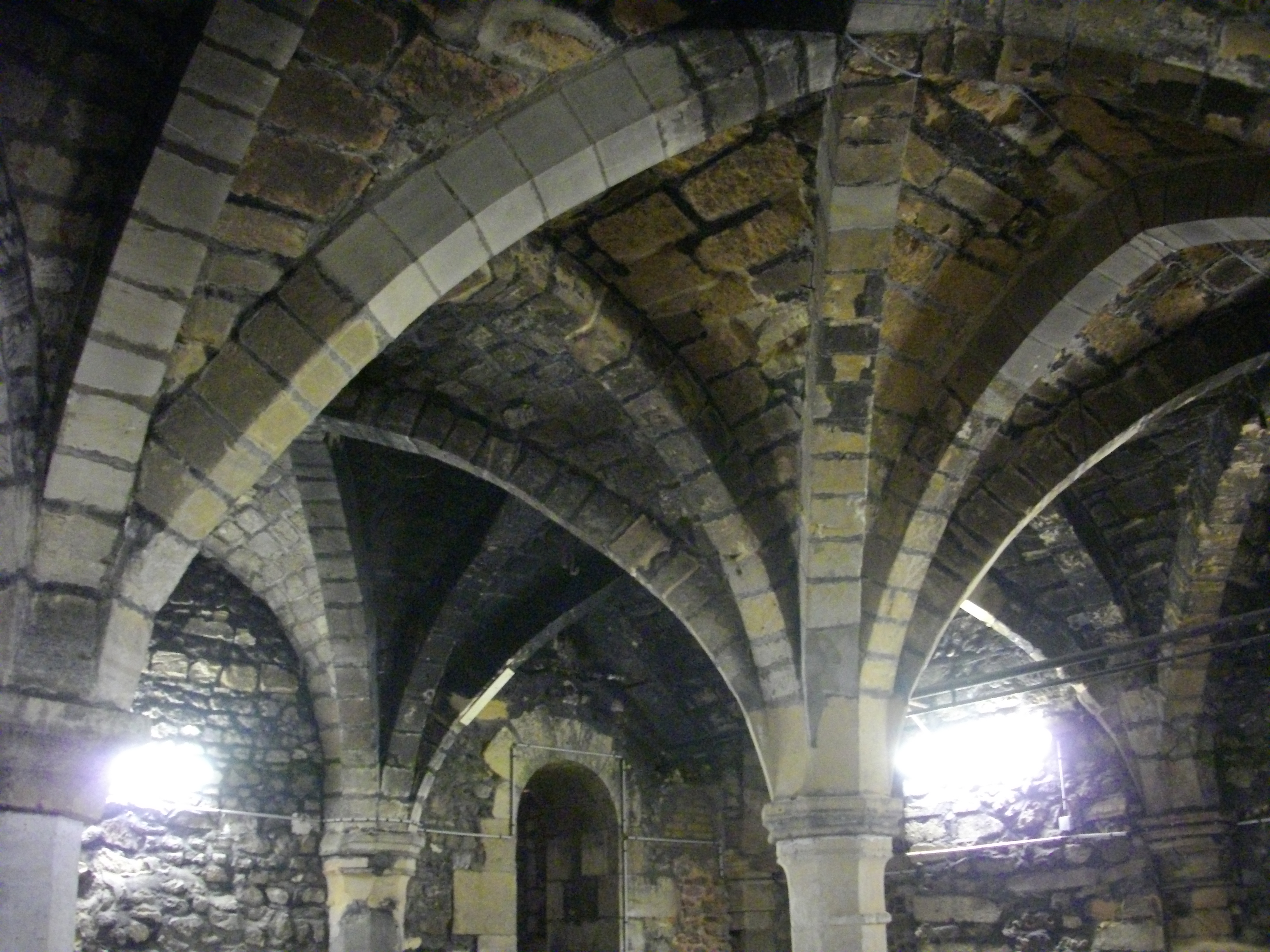
La salle souterraine,
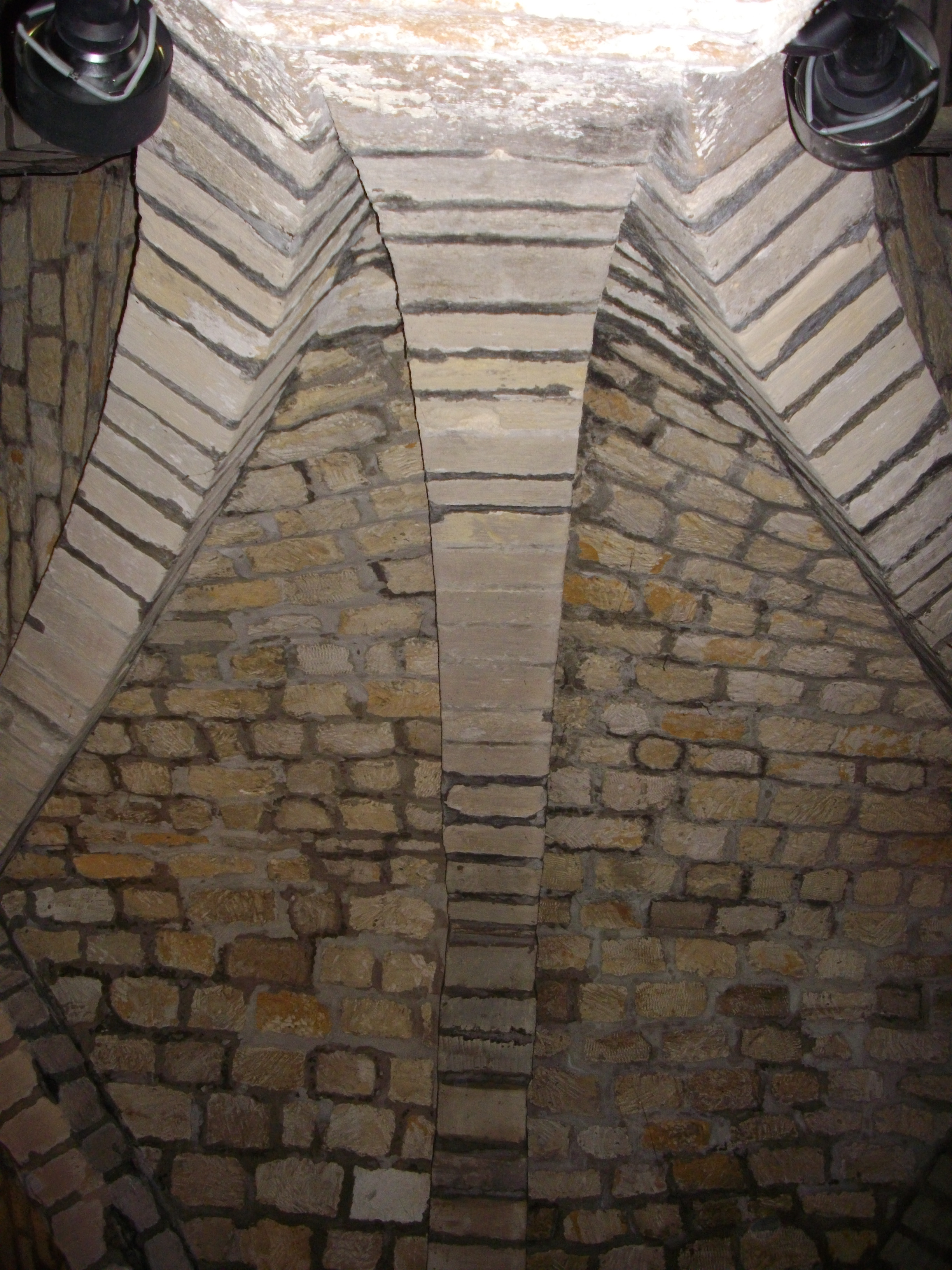
détail,
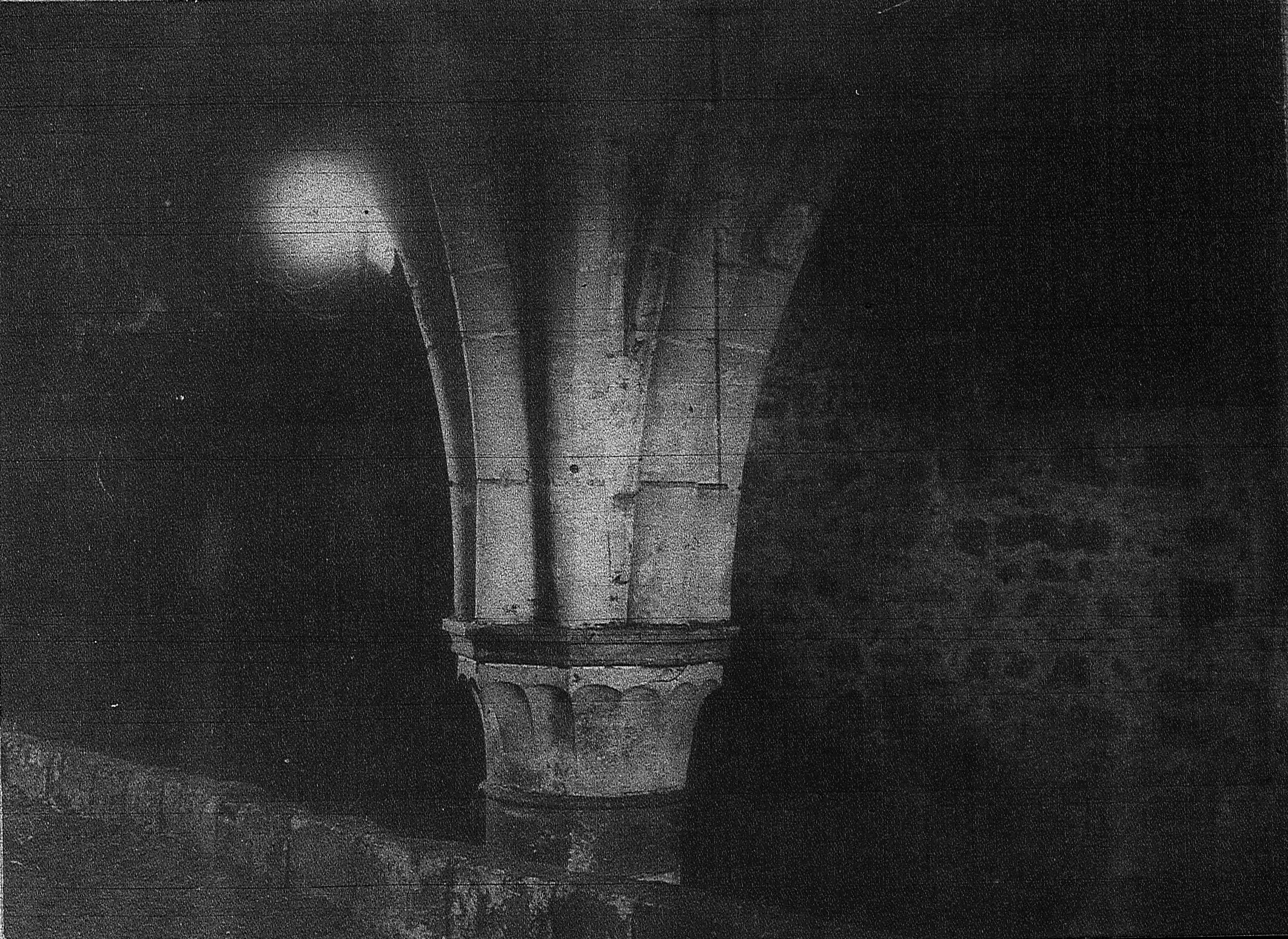
Colonne de la salle classée.
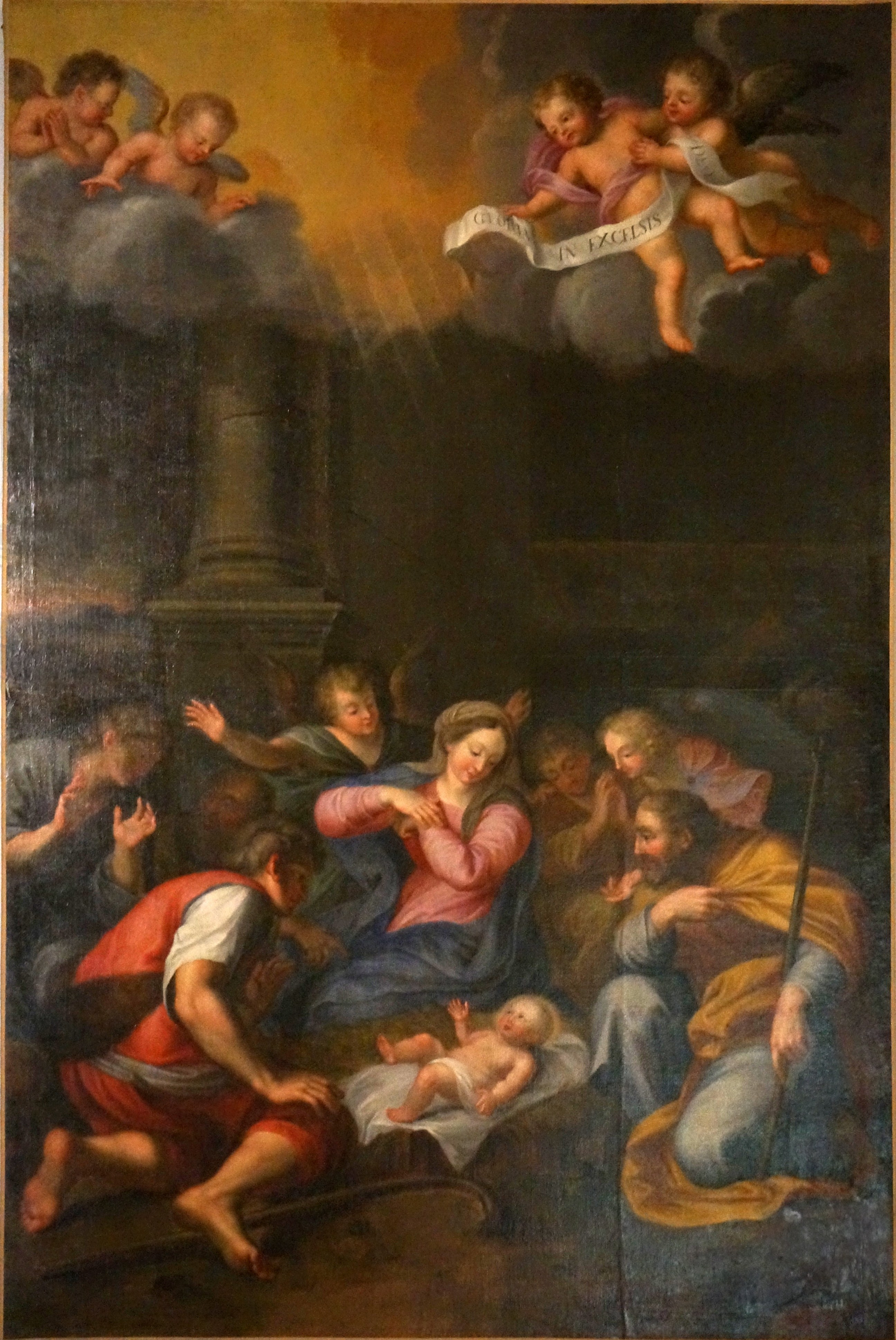
Son patrimoine
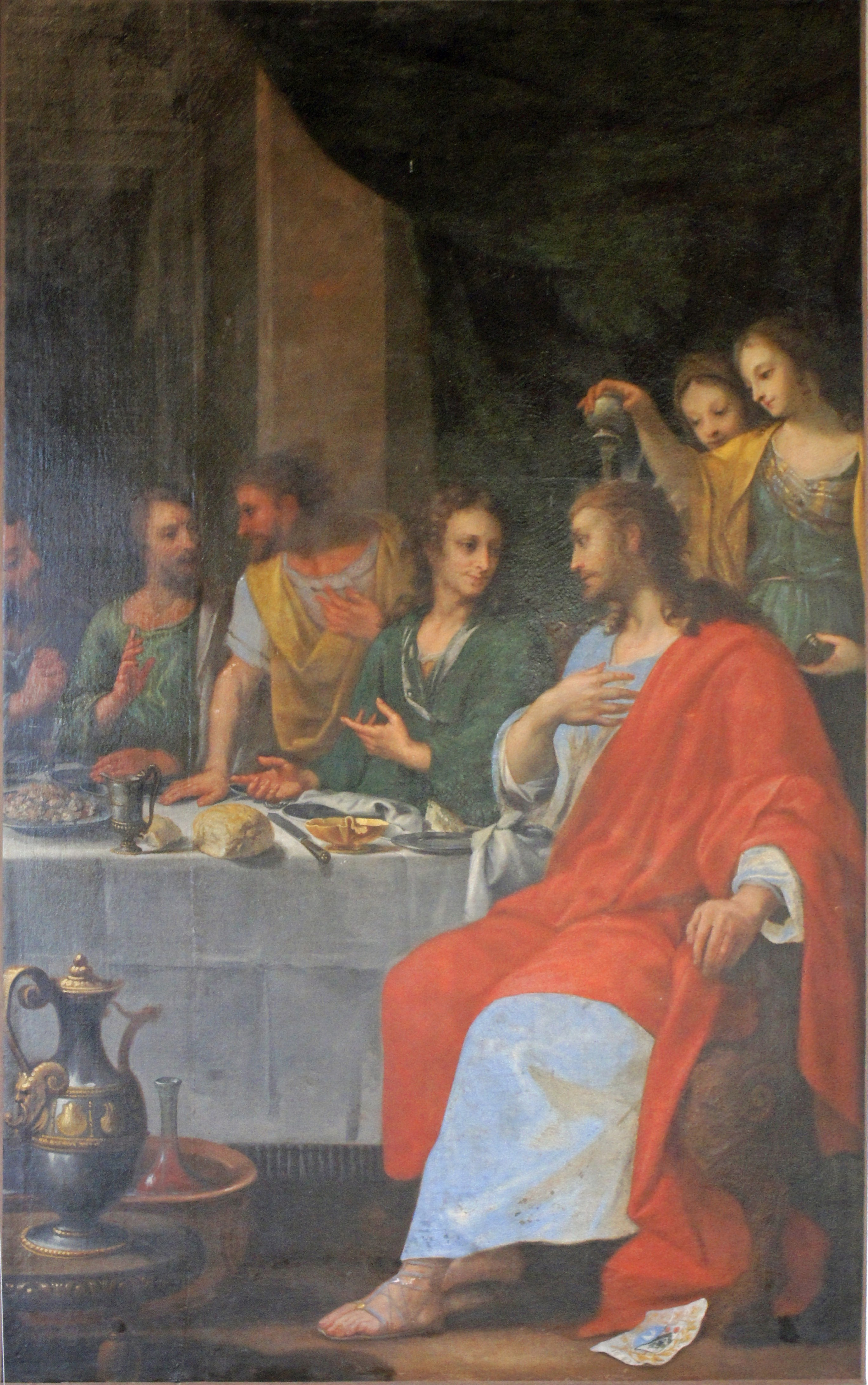
au musée de la ville
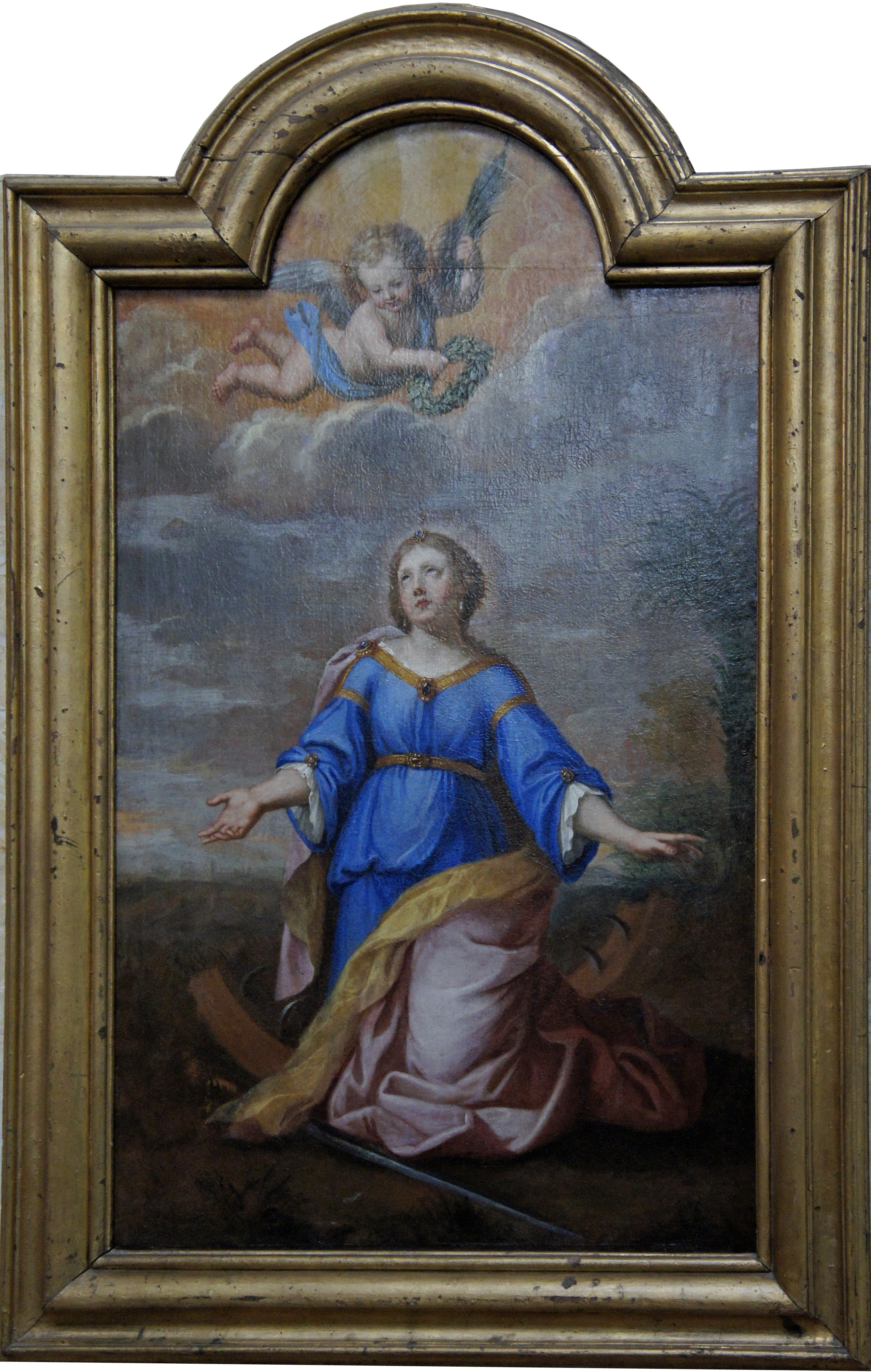
de Reims.

## Le nouveau bâtiment
L'architecte Auguste Caristie est l'auteur du projet de modification du bâtiment de l'ancien hôtel-Dieu avec l'architecte municipal Nicolas Serrurier. L'architecte qui a réalisé les travaux est Narcisse Brunette. C'est Brunette qui a dessiné la façade de style néo-grec. Le bâtiment a néanmoins préféré conserver une façade de style Louis XV et les anciens celliers gothiques de l'Hôtel-Dieu. En 1906, une Maison d'arrêt datée de 1835 dut céder le pas aux travaux d'agrandissement du côté de la Cathédrale Notre-Dame de Reims. Cette dernière hérita de nouveaux murs à l'extrémité de la ville.
Le bâtiment est rasé, pour y construire l'actuel palais de Justice, seule la salle souterraine, semblable à celle du Palais du Tau est conservée, puis classée en 1930.
Sur la façade d'entrée, coté place Myron-Herryck, le fronton est orné d'un bas relief réalisé par Riondet et De Maghellen en 1846, représente la Justice tenant glaive et balance. De même une statue du sculpteur Jean-Baptiste Farochon, réalisée en 1852, est située sous portique et représente l'Intégrité.

## Images

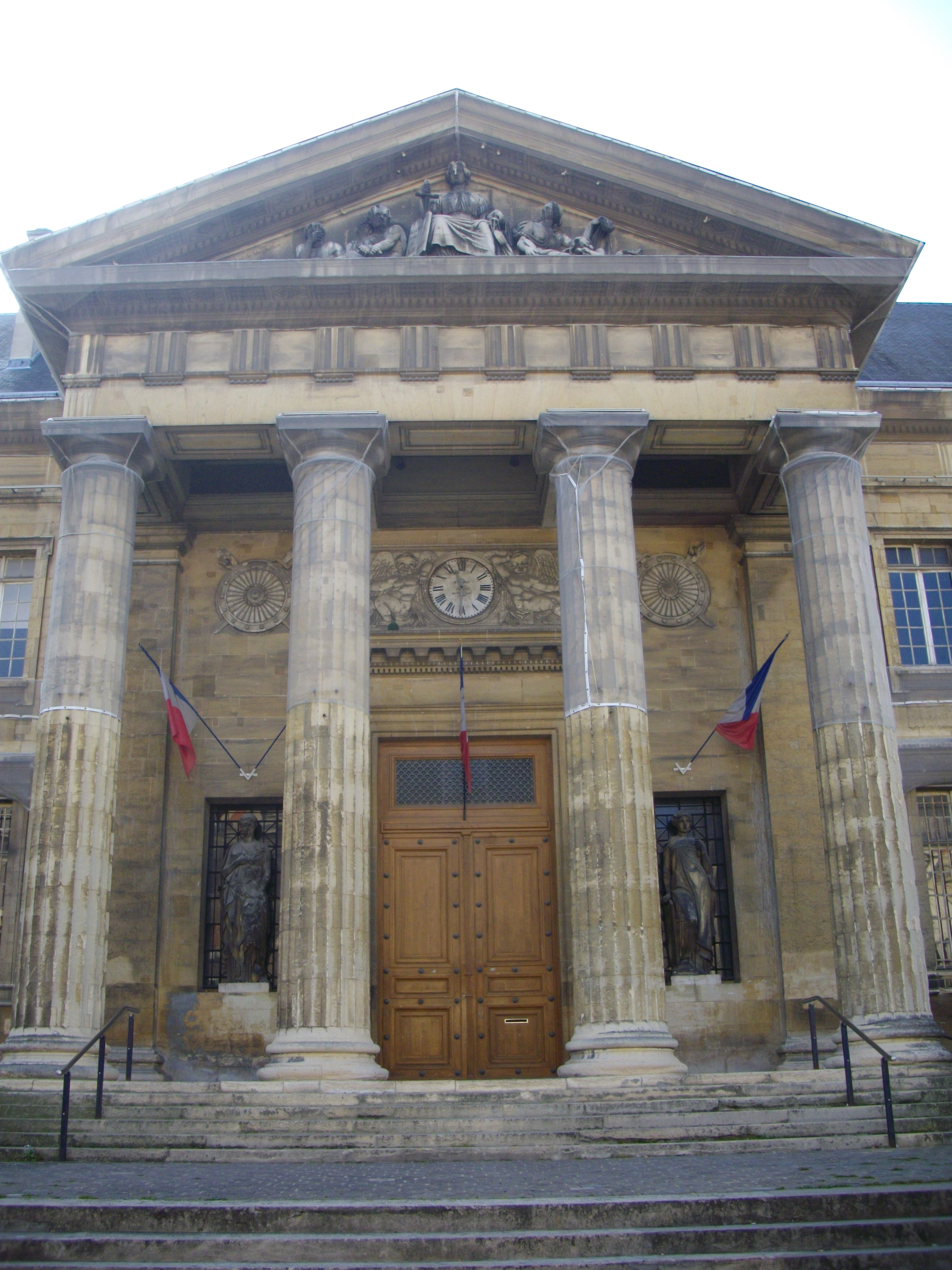
Façade sur rue,
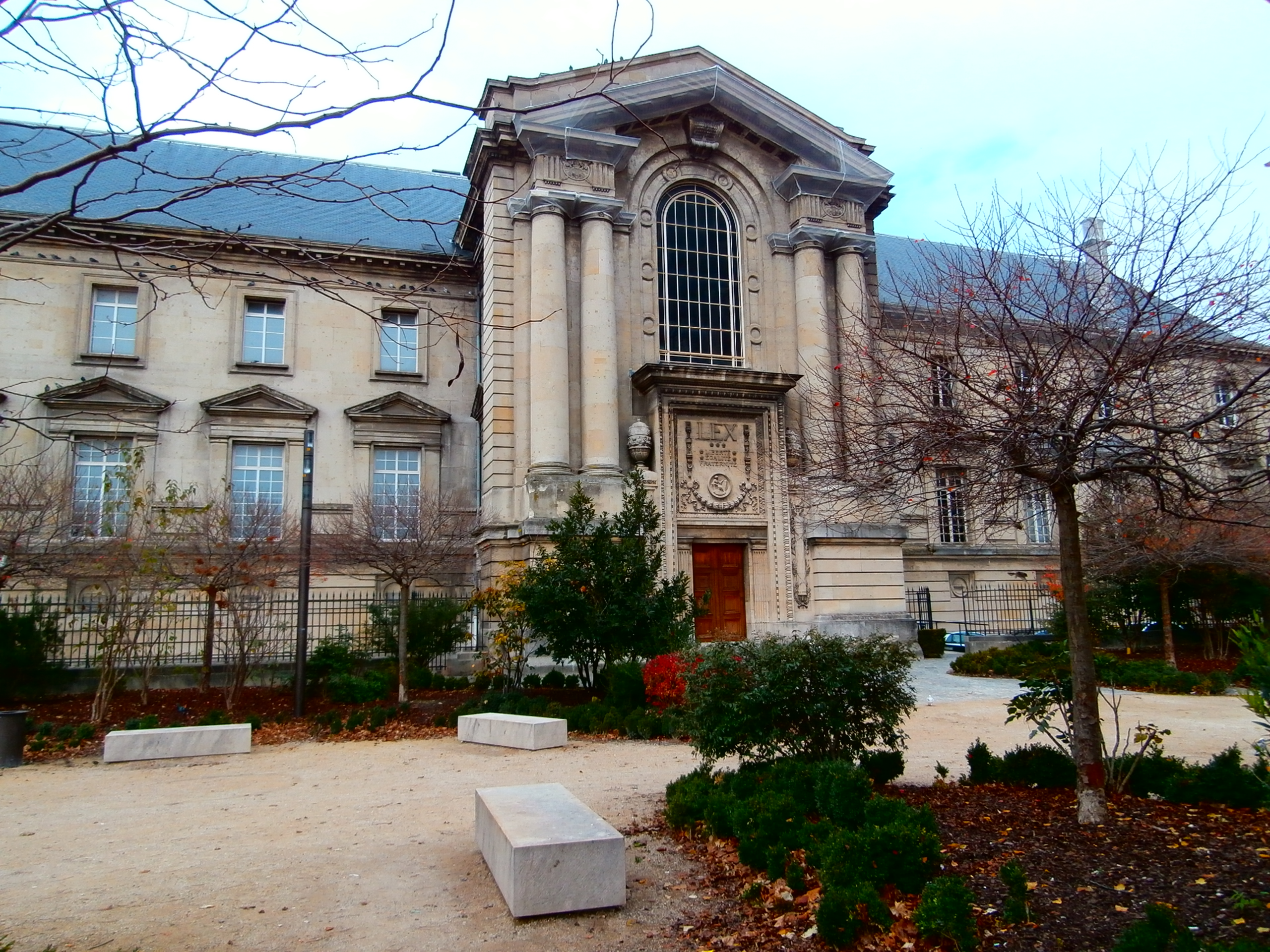
La façade sur la place Luçon,
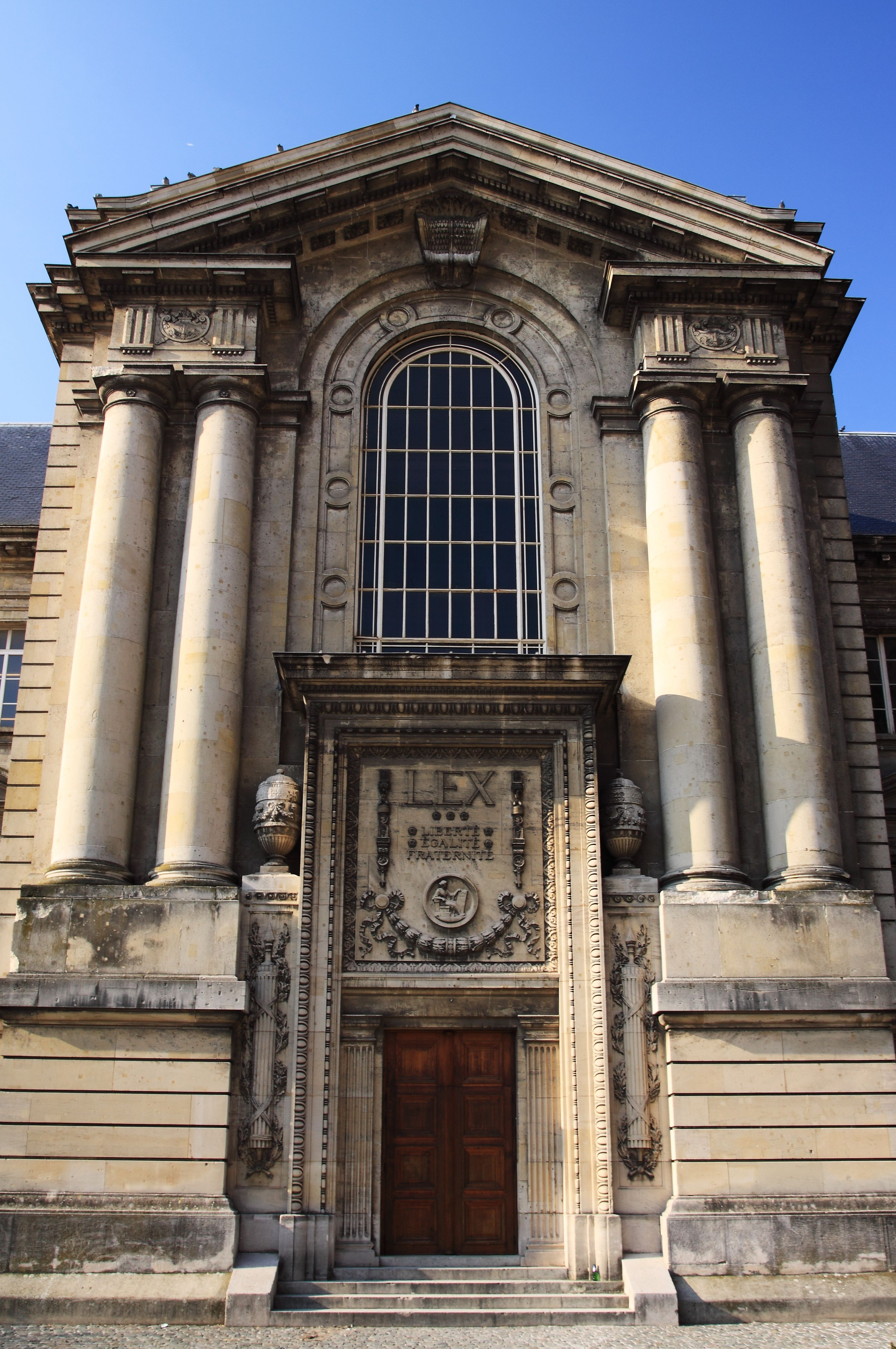
en détail,
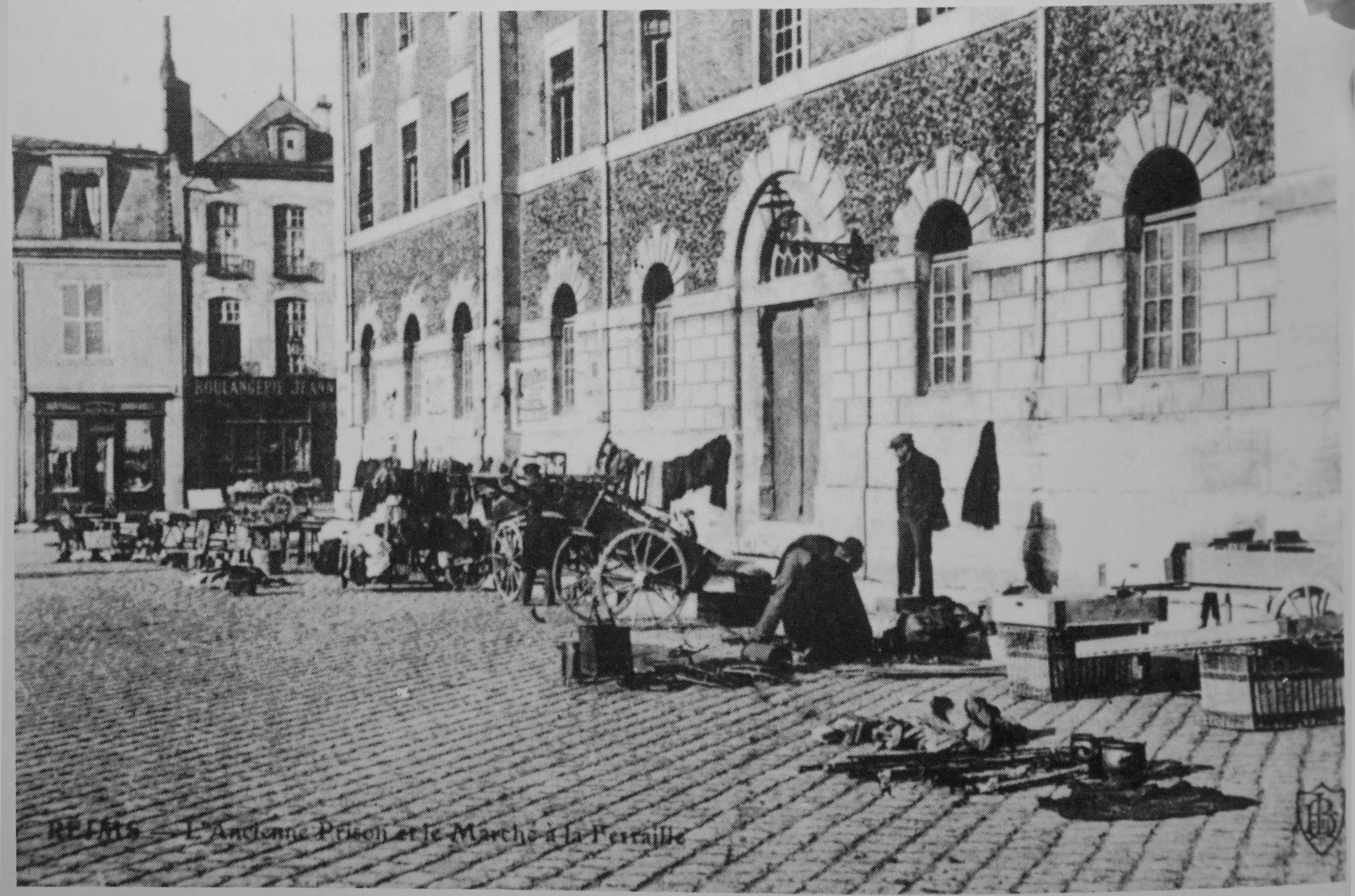
façade de la prison et marché à la ferraille,
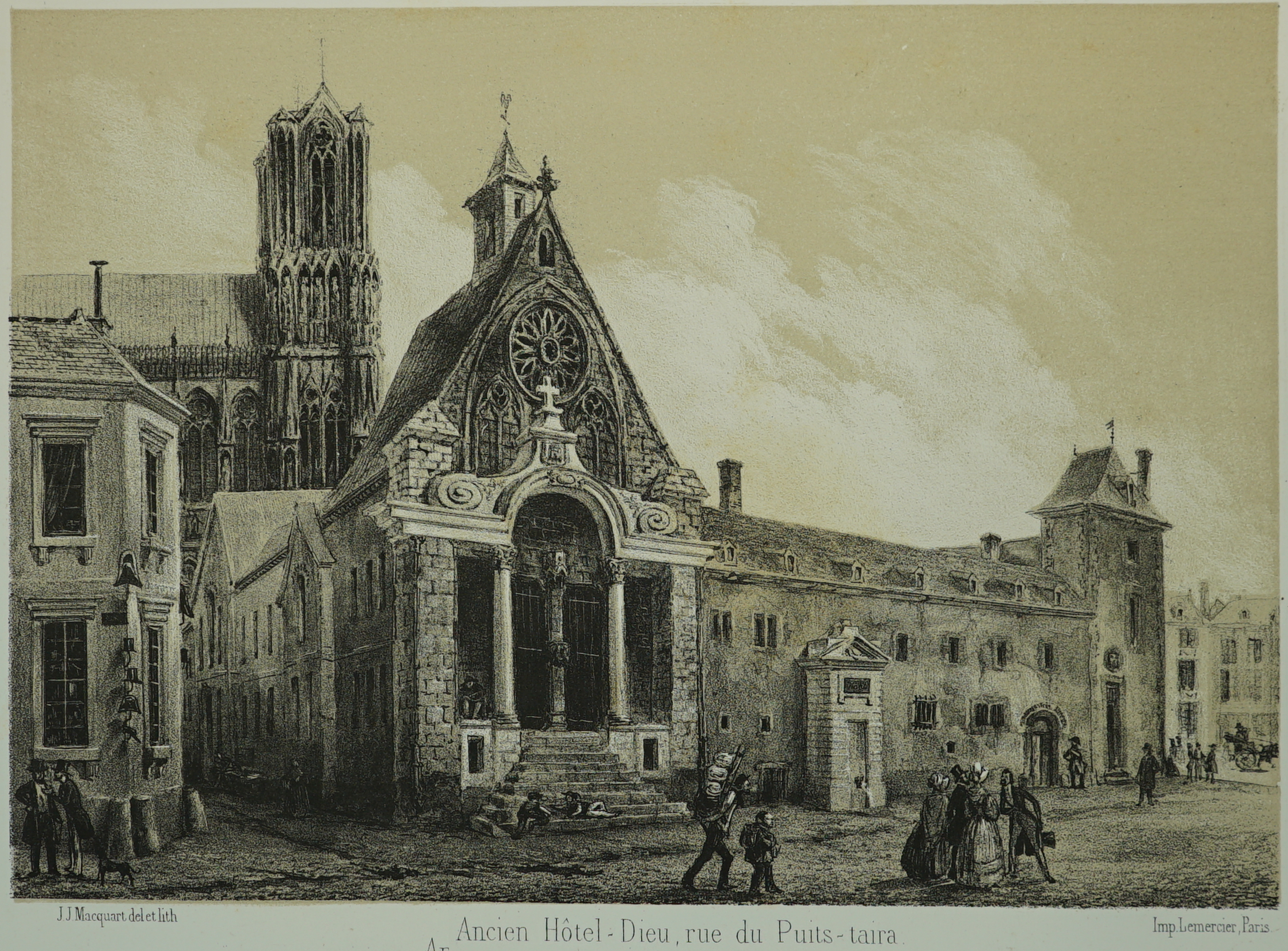
L'hôtel-dieu, dessin de Maquart en 1845.